# Sierra de Aizkorri
La sierra de Aizkorri, de Aitzkorri o Aitzgorri, es un macizo montañoso situada al sur de la provincia de Guipúzcoa en el País Vasco en España. Pertenece al conjunto de los Montes Vascos y en ella se hallan las tres cumbres de mayor altura del País Vasco. Forma parte del Parque natural de Aizkorri-Aratz y en su parte sur, a 1.000 meros de altitud se abren las llamadas campas de Urbía, una extensión de prados utilizados históricamente para apacentar a los rebaños de ovejas en verano.
Se sitúa entre la cuenca del río Deva y la del  río Oria. ES una mole de piedra caliza arreficial que corre en sentido sureste  y se encuentra en los territorios municipales de Oñate, Cegama y la denominada Parzonería Mayor de Guipúzcoa.  Bajo el pico del Aitzkorri, que le da nombre, se halla el Túnel de San Adrián, paso histórico entre la costa cantábrica y el interior peninsular. Al oeste, separada por el collado de Biozkorna, se encuentra la sierra de Aloña. En las campas de Urbía  se extiende la estación megalítica de Aizkorri.

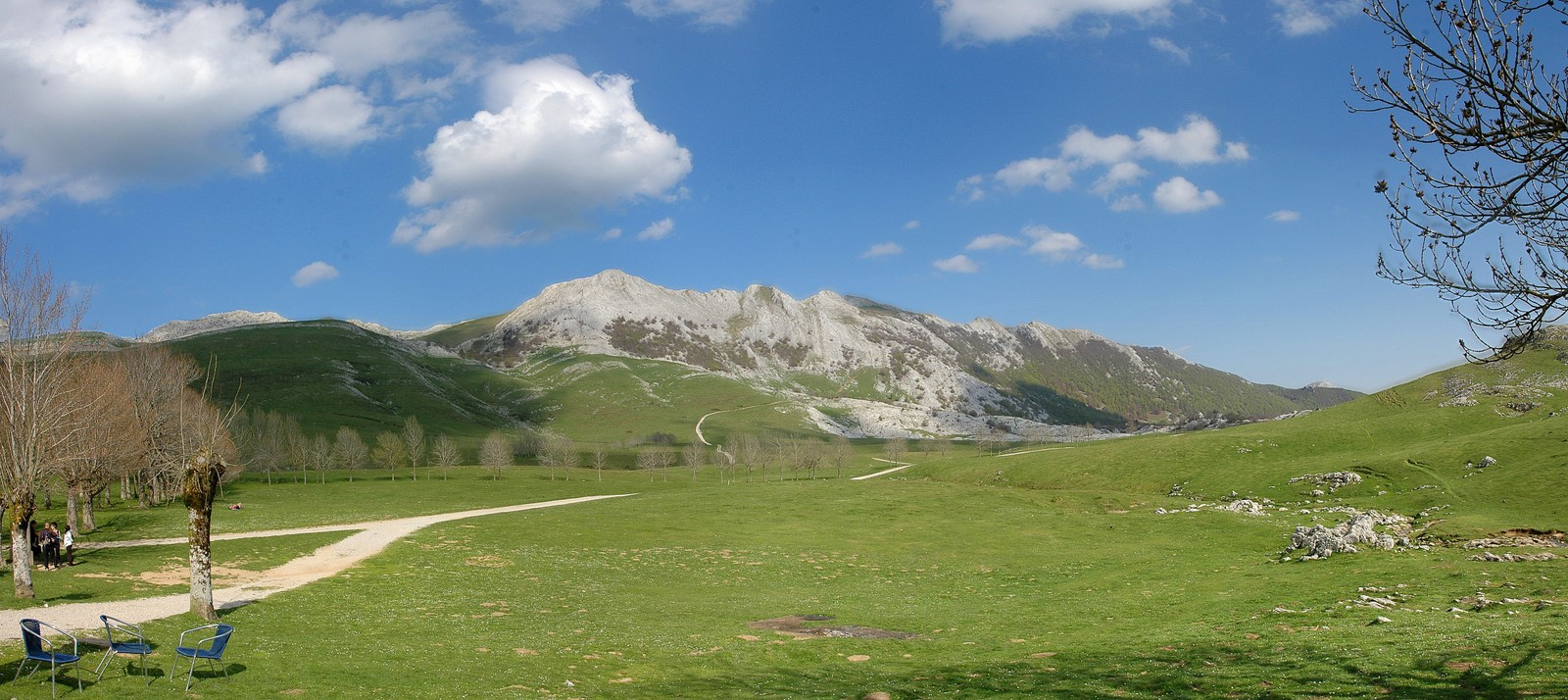
Macizo de Aitzkorri.

## Principales picos
- Aquetegui  de 1.551 metros de altitud, el más alto del País Vasco.
- Aquetegui Vértice de 1.551 metros de altitud, muy cercano al Aquetegui.
- Aizcorri o Aizkorri, de 1.528 metros de altitud y el que da nombre al cordal.
- Aitzabal de 1.518 metr.os de altitud.
- Arbelaitz  de 1.513 metros de altitud
- Iraule  de 1.511 metros de altitud.

## Montes que componen la sierra
1. Aquetegui , 1.551 m 42°57′32″N 2°19′48″O / 42.9587785, -2.3299654
2. Aquetegui Vértice, 1.548 m 42°57′29″N 2°19′45″O / 42.9581163, -2.3291389
3. Illarrabeltxeko gaina, 1.533 m 42°57′25″N 2°19′42″O / 42.9569041, -2.328208
4. Aizkorri o Aitzgorri, 1.523 m  42°57′04″N 2°19′31″O / 42.9511874, -2.3254016
5. Aitxuri, 1.508 m 42°57′13″N 2°19′37″O / 42.9535811, -2.3269304
6. Iraule, 1.507 m 42°57′38″N 2°20′02″O / 42.960585, -2.3339919
7. Arbelaitz, 1.506 m 42°57′48″N 2°20′11″O / 42.9634355, -2.3363889
8. Tontorraundi, 1.484 m 42°56′56″N 2°19′28″O / 42.9489299, -2.3243598
9. Aiztontor Altuna, 1.454 m 42°56′49″N 2°19′22″O / 42.9469033, -2.3227516
10. Burnikurutz, 1.432 m 42°58′10″N 2°20′28″O / 42.9695506, -2.3411668
11. Kantoizulueta, 1.410 m 42°58′07″N 2°20′18″O / 42.9685262, -2.338431
12. Azkolaundi, 1.373 m 42°58′30″N 2°20′57″O / 42.9751341, -2.3491032
13. Urdajamentu, 1.371 m 42°58′24″N 2°20′49″O / 42.9732675, -2.3470749
14. Artzanburu, 1.365 m 42°58′54″N 2°21′57″O / 42.981676, -2.3658862
15. Adarraitz, 1.359 m 42°58′47″N 2°21′35″O / 42.9795978, -2.3597753
16. Lekunberri, 1.358 m 42°58′02″N 2°20′34″O / 42.967254, -2.3426873
17. Artzanburutxiki, 1.356 m 42°58′47″N 2°21′46″O / 42.9797229, -2.3628279
18. Azkolatxiki, 1.352 m 42°58′33″N 2°21′09″O / 42.9758383, -2.3526032
19. Aizkorritxo, 1.344 m 42°58′11″N 2°20′48″O / 42.9695904, -2.3465497
20. Enaitz, 1.296 m 42°58′10″N 2°21′57″O / 42.9694464, -2.3657789
21. Burgalaitz, 1.282 m 42°56′24″N 2°20′28″O / 42.9401212, -2.3410517
22. Gorostiaran, 1.281 m 42°58′02″N 2°21′45″O / 42.9671047, -2.3624554
23. Pagomakurrako punta, 1.279 m 42°56′32″N 2°20′33″O / 42.9422459, -2.3425244
24. Ontzabertza, 1.273 m 42°56′28″N 2°19′42″O / 42.9410016, -2.3282952
25. Zabalaitz, 1.263 m 42°57′34″N 2°21′30″O / 42.9594632, -2.3583044
26. Elorrolako haitza, 1.253 m 42°57′41″N 2°21′42″O / 42.9614624, -2.3615451
27. Kalparmuño, 1.236 m 42°57′31″N 2°21′25″O / 42.9585817, -2.3568914
28. Peru-Aitz edo Peruaitz, 1.219 m 42°57′08″N 2°21′01″O / 42.9520975, -2.3504125
29. Petrinaitz edo Artzanasi, 1.217 m 42°56′58″N 2°21′16″O / 42.9494543, -2.3543631 (En el límite de Guipúzcoa con Álava)
30. Liñategieta, 1.206 m 42°56′01″N 2°19′41″O / 42.9335435, -2.3279841
31. Lengokoaitz, 1.203 m 42°57′03″N 2°21′23″O / 42.9509422, -2.3563334
32. Belarriturriko punta, 1.197 m 42°56′58″N 2°20′54″O / 42.9493484, -2.3483943
33. Tellakaskueta, 1.179 m 42°58′50″N 2°22′47″O / 42.9804285, -2.3798073
34. Leizarrate, 1.053 m 42°56′06″N 2°18′55″O / 42.9350804, -2.3153194
35. Arranoaitz, 875 m 42°59′31″N 2°18′49″O / 42.9918923, -2.3136096
36. Altzola, 867 m 42°59′04″N 2°20′21″O / 42.9845783, -2.3393015
37. Elortxiki, 865 m 42°59′14″N 2°19′03″O / 42.9873133, -2.3173895
38. Arripillaeta, 864 m 43°00′00″N 2°18′45″O / 43.0000715, -2.3125494
39. Oamendi, 862 m 43°00′06″N 2°18′46″O / 43.0017751, -2.3128248
40. Oazurtza, 845 m 42°59′03″N 2°19′15″O / 42.9842533, -2.3206982
41. Urkimendi, 844 m 42°59′18″N 2°20′36″O / 42.9882398, -2.3433837
42. Otañu, 838 m 43°01′12″N 2°19′07″O / 43.0199639, -2.318611
43. Eluztizain, 809 m 43°00′24″N 2°18′49″O / 43.0066242, -2.313556
44. Pagaola, 799 m 42°59′29″N 2°20′07″O / 42.9914702, -2.335155
45. Armuño, 794 m 43°00′16″N 2°20′19″O / 43.0043937, -2.3384757
46. Urietagaña, 791 m 43°00′06″N 2°20′28″O / 43.0016707, -2.3409955
47. Pikandiain, 788 m 42°59′25″N 2°21′01″O / 42.9903867, -2.3503284
48. Aizpuru, 787 m 43°01′23″N 2°18′40″O / 43.0230439, -2.3111394
49. Kortaburu, 783 m 43°00′50″N 2°19′18″O / 43.0139574, -2.3216226
50. Amutxanda, 769 m 43°01′02″N 2°20′39″O / 43.0173569, -2.3440431
51. Otañugorosoa, 761 m 43°00′55″N 2°18′58″O / 43.0152754, -2.3161104
52. Muñazorrotz Aundi, 752 m 42°59′40″N 2°20′27″O / 42.9945282, -2.3407406
53. Arratola, 738 m 43°00′26″N 2°21′06″O / 43.0072332, -2.3515742
54. Bederatzi Iturrieta, 732 m 42°59′34″N 2°21′20″O / 42.9928648, -2.3554177
55. Trikuetxeta, 724 m 42°59′57″N 2°21′27″O / 42.9990719, -2.3574875
56. Gaintzabal, 662 m 43°01′50″N 2°19′54″O / 43.0305588, -2.3316891
57. Agitamendi, 479 m 43°01′30″N 2°17′17″O / 43.0250129, -2.2881389
58. Aritamendi, 423 m 43°01′02″N 2°17′01″O / 43.0171857, -2.2835977